# Mateus Gonçalves Martins
Mateus Gonçalves Martins (Belo Horizonte, Brasil; 28 de septiembre de 1994) conocido deportivamente como "O Raio", es un ex futbolista brasileño que se desempeñó como extremo. Su último equipo fue el Vitória de la Serie B Brasileña.  
Actualmente y desde junio de 2025 se encuentra preso por tráfico de drogas.

## Trayectoria
Debutó en Associação Atlética Santa Rita durante 2015.
En 2015 es fichado por el Coras de Tepic del Ascenso MX, equipo con el que disputó 37 juegos y convirtió 12 goles.
El 9 de junio de 2016 se anuncia su traspaso al CF Pachuca, con quienes disputó el título de Campeón de Campeones 2015-2016 de la Liga MX.
El 22 de junio de 2025 fue detenido por la policía de Brasil debido a que fue encontrado con un cargamento de cerca de 200 kilográmos de Cannabis sativa. 

## Clubes
| Club                | País     | Año         | PJ | Goles |
| ------------------- | -------- | ----------- | -- | ----- |
| Santa Rita          | Brasil   | 2015        | 4  | 0     |
| Coras de Tepic      | México   | 2015 - 2016 | 37 | 12    |
| Pachuca             | México   | 2016        | 6  | 1     |
| Jaguares de Chiapas | México   | 2017        | 13 | 0     |
| Toluca              | México   | 2017        | 11 | 1     |
| Club Tijuana        | México   | 2018        | 8  | 2     |
| Sport Recife        | Brasil   | 2018        | 13 | 3     |
| Fluminense          | Brasil   | 2019        | 8  | 0     |
| Ceará               | Brasil   | 2019 - 2021 | 52 | 7     |
| Cerro Porteño       | Paraguay | 2021 - 2022 | 36 | 1     |
| América Mineiro     | Brasil   | 2023        | 9  | 0     |
| Vitória             | Brasil   | 2023 -      | 19 | 0     |

## Palmarés

### Campeonatos Regionales
| Título                           | Club          | País     | Año     |
| -------------------------------- | ------------- | -------- | ------- |
| Liga de Campeones de la Concacaf | Pachuca       | México   | 2016-17 |
| Copa do Nordeste                 | Ceará         | Brasil   | 2020    |
| Torneo Clausura                  | Cerro Porteño | Paraguay | 2021    |
| Campeonato Brasileiro Série B    | Vitória       | Brasil   | 2023    |
| Campeonato Baiano                | Vitória       | Brasil   | 2024    |